# Rattus losea losea
Rattus losea losea is een ondersoort van de rat Rattus losea die voorkomt op Taiwan en de nabijgelegen eilandengroep de Penghu-eilanden. De rug is donkerder dan bij andere populaties. De buik is juist grijzer. Soms is er ook wat geel te herkennen in de vacht van deze rat, vooral in de winter. Ook is de staart relatief iets langer. De kop-romplengte bedraagt 121 tot 193 mm, de staartlengte 124 tot 189 mm, de achtervoetlengte 28 tot 37 mm, de oorlengte 18 tot 24 mm en de schedellengte 35,3 tot 43,5 mm. Mogelijk is Mus canna Swinhoe, 1870 dezelfde soort, hoewel een verwantschap met Rattus tanezumi flavipectus, de vorm van de Aziatische zwarte rat uit Zuid-China, waarschijnlijker lijkt.